# GLASS-z12
Glass-z12 / GHZ2 (anciennement connu sous le nom de Glass-z13), aussi dénommée UNCOVER DR2 54328, est l'une des plus anciennes galaxie découverte par le James Webb Space Telescope en juillet 2022. Elle est, fin 2024, la huitième galaxie la plus lointaine observée, battant le record de GN-z11. 

## Découverte
Elle a été observée dans le cadre du  programme  GLASS-JWST Early Release Science (GLASS)en utilisant le télescope spatial James Webb comme une candidate au décalage vers le rouge photométrique z robuste ≈ 12,0-12,5 par deux équipes d'astronomes. Les deux articles de découverte sont apparus sur arXiv le même jour. D'où ces deux noms  pour cette galaxie de GLASS-z12 (Naidu et al. 2022) et GHZ2 (Castellano et al. 2022a). La mesure de son décalage vers le rouge suggère qu'elle se situe entre ~13,4 et ~13,5 milliards d'années-lumière de la Terre, quand on l'observe, on la voit telle qu'elle était il y a ~360 millions d'années après le Big Bang.

## Désignation

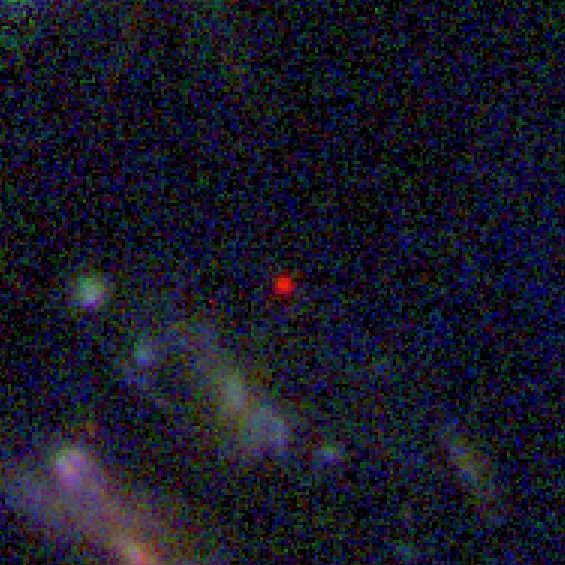
Image prise depuis un relevé fait avec la caméra NIRCam du télescope spatial James Webb, on voit le point rouge (associé à GLASS-z12) et d'autres galaxies bien moins lointaines.

Sa désignation GLASS-z12 vient de son entrée dans le catalogue astronomique du programme Grism Lens-Amplified Survey auquel on adjoint son décalage vers le rouge, dans notre cas, z ~12. Mais elle est aussi dénommée GHZ2’.

## Spectroscopie
Cette galaxie a été à nouveau observée en octobre 2023 par le télescope spatial James Webb avec les spectrographes NIRSpec et MIRI, ce qui en fait la galaxie au décalage vers le rouge de z = 12,34 la plus éloignée avec une couverture spectroscopique complète de l'ultraviolet (UV) à l'optique’.
Elle est identifiée comme une forte émettrice de C IVλ1549 avec de nombreuses lignes d'émission détectées (N IV], He II, O III], N III], C III], [O II], [Ne III] et Hα), y compris la première détection dans un objet à fort décalage vers le rouge de la raie d’oxygène doublement ionisé O III λ0 3133 Å, dite ligne fluorescente de Bowen.
C’est une galaxie plus massive que JADES-GS-z13-0. Sa masse stellaire, log 10(M⋆/M⊙) = 9,1, est estimée à 1,26 milliard de masses solaires. À titre de comparaison, notre Voie lactée compterait plus de 200 milliards d’étoiles et la galaxie d'Andromède 1 000 milliards.
Sa métallicité de  Z = 0.05 +0,12
-0,03Z⊙ mesurée par l'abondance constatée de l’oxygène ([O III] 4959,5007Å) par rapport à l'hydrogène (Hα), proche d'un dixième de la valeur solaire, indique un enrichissement métallique rapide de la galaxie.  